# Кувейтски динар
Вижте пояснителната страница за други значения на динар.
Кувейтският динар (на арабски:دينار كويتي) е официалното разплащателно средство и парична единица в Кувейт. Въведена е в обращение от началото на 1960 г., когато динарът е пуснат за заместване на Заливната рупия.
Дели се на 1000 филса. Монетите съдържат само филса. Монетите са: 1(рядко срещана), 5, 10, 25, 50 и 100 филса, както се емитират и банкноти с ¼, ½, 1, 5, 10 и 20 динара.